# 中华人民共和国国务院 (第十二届全国人大期间)
中华人民共和国第十二届国务院，是中华人民共和国第十二届全国人民代表大会（2013年3月至2018年3月）所产生的同一时期的中华人民共和国国务院（即中央人民政府），第十二届国务院总理由中共第十八届中央政治局常委李克强担任。本届政府对第十二届全国人民代表大会及其常务委员会负责。
除国务院办公厅外，第十二届国务院设置组成部门24个、直属特设机构1个、直属机构16个、办事机构4个、直属事业单位13个、部委管理的国家局16个。

## 机构设置
2013年3月15日，第十二届全国人民代表大会第一次会议通过《第十二届全国人民代表大会第一次会议关于国务院机构改革方案的决定》，批准《国务院机构改革方案》。根据此次改革方案，国务院正部级机构减少4个，副部级机构增减相抵数量不变。
根据《国务院机构改革方案》，第十二届国务院设置下列机构：
- 中华人民共和国国务院办公厅

### 国务院组成部门
- 中华人民共和国外交部
- 中华人民共和国国防部
- 中华人民共和国国家发展和改革委员会
- 中华人民共和国教育部
- 中华人民共和国科学技术部
- 中华人民共和国工业和信息化部
- 中华人民共和国国家民族事务委员会
- 中华人民共和国公安部
- 中华人民共和国国家安全部
- 中华人民共和国监察部
- 中华人民共和国民政部
- 中华人民共和国司法部
- 中华人民共和国财政部
- 中华人民共和国人力资源和社会保障部
- 中华人民共和国国土资源部
- 中华人民共和国环境保护部
- 中华人民共和国住房和城乡建设部
- 中华人民共和国交通运输部
- 中华人民共和国水利部
- 中华人民共和国农业部
- 中华人民共和国商务部
- 中华人民共和国文化部
- 中华人民共和国国家卫生和计划生育委员会
- 中国人民银行
- 中华人民共和国审计署

（监察部与中共中央纪律检查委员会机关合署办公，机构列入国务院序列，编制列入中共中央直属机构。教育部对外保留国家语言文字工作委员会牌子。工业和信息化部对外保留国家航天局、国家原子能机构牌子。环境保护部对外保留国家核安全局牌子。）

### 国务院直属特设机构
- 国务院国有资产监督管理委员会

### 国务院直属机构
- 中华人民共和国海关总署
- 国家税务总局
- 中华人民共和国国家工商行政管理总局
- 中华人民共和国国家质量监督检验检疫总局
- 中华人民共和国国家新闻出版广电总局
- 国家体育总局
- 国家安全生产监督管理总局
- 国家食品药品监督管理总局
- 国务院参事室
- 国家统计局
- 国家林业局
- 国家知识产权局
- 中华人民共和国国家旅游局
- 国家宗教事务局
- 国家机关事务管理局
- 国家预防腐败局

（国家预防腐败局列入国务院直属机构序列，在监察部加挂牌子。国家新闻出版广电总局加挂国家版权局牌子。）

### 国务院办事机构
- 国务院侨务办公室
- 国务院港澳事务办公室
- 国务院法制办公室
- 国务院研究室

（国务院台湾事务办公室与中共中央台湾工作办公室、国务院新闻办公室与中共中央对外宣传办公室、国务院防范和处理邪教问题办公室与中央防范和处理邪教问题领导小组办公室，即610办公室，一个机构两块牌子，列入中共中央直属机构序列。）

### 国务院直属事业单位
- 新华通讯社
- 中国科学院
- 中国社会科学院
- 中国工程院
- 国务院发展研究中心
- 国家行政学院
- 中国地震局（副部级）
- 中国气象局（副部级）
- 中国银行业监督管理委员会
- 中国证券监督管理委员会
- 中国保险监督管理委员会
- 全国社会保障基金理事会
- 国家自然科学基金委员会

### 国务院部委管理的国家局
- 国家信访局，由国务院办公厅管理。
- 国家粮食局，由国家发展和改革委员会管理。
- 国家能源局，由国家发展和改革委员会管理。
- 国家国防科技工业局，由工业和信息化部管理。
- 国家烟草专卖局，由工业和信息化部管理。
- 国家外国专家局，由人力资源和社会保障部管理。
- 国家公务员局，由人力资源和社会保障部管理。
- 国家海洋局，由国土资源部管理。
- 国家测绘地理信息局，由国土资源部管理。
- 国家铁路局，由交通运输部管理。
- 中国民用航空局，由交通运输部管理。
- 国家邮政局，由交通运输部管理。
- 国家文物局，由文化部管理。
- 国家中医药管理局，由国家卫生和计划生育委员会管理。
- 国家外汇管理局，由中国人民银行管理。
- 国家煤矿安全监察局，由国家安全生产监督管理总局管理。

（国家档案局与中央档案馆、国家保密局与中央保密委员会办公室、国家密码管理局与中央密码工作领导小组办公室，一个机构两块牌子，列入中共中央直属机关的下属机构序列。）

## 组成人员

### 常务会议组成人员
| 排名 | 肖像 姓名        | 党职                                                                         | 公职                                                                    | 分工 |
| ---- | ---------------- | ---------------------------------------------------------------------------- | ----------------------------------------------------------------------- | --- |
| 1    | 李克强           | 中央政治局常委 国务院党组书记                                                | 国务院总理                                                              | 统一领导国务院四位副总理及五位国务委员 |
| 2    | 张高丽           | 中央政治局常委 国务院党组副书记                                              | 国务院副总理                                                            | 主要分管财政、发展改革、国土资源、环保、住建等部门 第一次全国地理国情普查领导小组组长 国务院食品安全委员会主任                             |
| 3    | 刘延东 （女）    | 中央政治局委员 国务院党组成员                                                | 国务院副总理                                                            | 主管教科文卫体工作 国家科技教育领导小组副组长 国务院深化医药卫生体制改革领导小组组长 国务院学位委员会主任 国务院妇女儿童工作委员会主任     |
| 4    | 汪 洋            | 中央政治局委员 国务院党组成员                                                | 国务院副总理                                                            | 主管农林、水利和商务、旅游工作 国家防汛抗旱总指挥部总指挥 国务院抗震救灾指挥部指挥长 国务院扶贫开发领导小组组长 国务院食品安全委员会副主任 |
| 5    | 马 凯            | 中央政治局委员 国务院党组成员                                                | 国务院副总理                                                            | 主管工业、交通、金融和人力资源社会保障工作 国务院安全生产委员会主任 国务院农民工工作领导小组组长 国务院促进中小企业发展工作领导小组组长    |
| 6    | 杨 晶 （蒙古族） | 国务院党组成员、机关党组书记（2018年2月撤职） 中共中央国家机关工作委员会书记 | 国务委员兼国务院秘书长（2018年2月撤职（2018年2月撤职） 国家行政学院院长 | 主管中央国家机关党务、国务院办公厅、国家行政学院                                                                                           |
| 7    | 常万全 上将      | 国务院党组成员                                                               | 国家中央军委委员 国务委员兼国防部部长                                   | 中央外事/国安工作领导小组组员 国家边海防委员会主任                                                                                         |
| 8    | 杨洁篪           | 中央政治局委员 国务院党组成员                                                | 国务委员                                                                | 中央外事/国安工作领导小组组员 中央外事/国安工作领导小组办公室主任                                                                          |
| 9    | 郭声琨 总警监    | 中央政治局委员 中央政法委书记 国务院党组成员                                 | 国务委员                                                                | 中央外事/国安工作领导小组组员 国家禁毒委员会主任 国家反恐怖工作领导小组组长 国务院安全生产委员会副主任                                     |
| 10   | 王 勇            | 中央委员 国务院党组成员                                                      | 国务委员                                                                | 中央财经领导小组成员 国务院安全生产委员会副主任 国家减灾委员会主任 国务院残疾人工作委员会主任 全国老龄工作委员会主任                       |

### 各组成部门负责人
根据机构排序，第十二届国务院组成部门历任负责人如下：
| 组成部门                               | 负责人                     | 就任日期       |
| -------------------------------------- | -------------------------- | -------------- |
| 中华人民共和国外交部                   | 部 长：王 毅               | 2013年3月16日  |
| 中华人民共和国国防部                   | 部 长：常万全 上将         | 2013年3月16日  |
| 中华人民共和国国家发展和改革委员会     | 主 任：徐绍史              | 2013年3月16日  |
| 中华人民共和国国家发展和改革委员会     | 主 任：何立峰              | 2017年2月24日  |
| 中华人民共和国教育部                   | 部 长：袁贵仁              | 2013年3月16日  |
| 中华人民共和国教育部                   | 部 长：陈宝生              | 2016年7月2日   |
| 中华人民共和国科学技术部               | 部 长：万 钢（中国致公党） | 2013年3月16日  |
| 中华人民共和国工业和信息化部           | 部 长：苗 圩               | 2013年3月16日  |
| 中华人民共和国国家民族事务委员会       | 主 任：王正伟              | 2013年3月16日  |
| 中华人民共和国国家民族事务委员会       | 主 任：巴特尔              | 2016年4月28日  |
| 中华人民共和国公安部                   | 部 长：郭声琨 总警监       | 2013年3月16日  |
| 中华人民共和国公安部                   | 部 长：赵克志 总警监       | 2017年11月4日  |
| 中华人民共和国国家安全部               | 部 长：耿惠昌 总警监       | 2013年3月16日  |
| 中华人民共和国国家安全部               | 部 长：陈文清 总警监       | 2016年11月7日  |
| 中华人民共和国监察部                   | 部 长：黄树贤              | 2013年3月16日  |
| 中华人民共和国监察部                   | 部 长：杨晓渡              | 2016年12月25日 |
| 中华人民共和国民政部                   | 部 长：李立国              | 2013年3月16日  |
| 中华人民共和国民政部                   | 部 长：黄树贤              | 2016年11月7日  |
| 中华人民共和国司法部                   | 部 长：吴爱英              | 2013年3月16日  |
| 中华人民共和国司法部                   | 部 长：张 军               | 2017年2月24日  |
| 中华人民共和国财政部                   | 部 长：楼继伟              | 2013年3月16日  |
| 中华人民共和国财政部                   | 部 长：肖 捷               | 2016年11月7日  |
| 中华人民共和国人力资源和社会保障部     | 部 长：尹蔚民              | 2013年3月16日  |
| 中华人民共和国国土资源部               | 部 长：姜大明              | 2013年3月16日  |
| 中华人民共和国环境保护部               | 部 长：周生贤              | 2013年3月16日  |
| 中华人民共和国环境保护部               | 部 长：陈吉宁              | 2015年2月27日  |
| 中华人民共和国环境保护部               | 部 长：李干杰              | 2017年6月27日  |
| 中华人民共和国住房和城乡建设部         | 部 长：姜伟新              | 2013年3月16日  |
| 中华人民共和国住房和城乡建设部         | 部 长：陈政高              | 2014年6月27日  |
| 中华人民共和国住房和城乡建设部         | 部 长：王蒙徽              | 2017年6月27日  |
| 中华人民共和国交通运输部               | 部 长：杨传堂              | 2013年3月16日  |
| 中华人民共和国交通运输部               | 部 长：李小鹏              | 2016年9月3日   |
| 中华人民共和国水利部                   | 部 长：陈 雷               | 2013年3月16日  |
| 中华人民共和国农业部                   | 部 长：韩长赋              | 2013年3月16日  |
| 中华人民共和国商务部                   | 部 长：高虎城              | 2013年3月16日  |
| 中华人民共和国商务部                   | 部 长：钟 山               | 2017年2月24日  |
| 中华人民共和国文化部                   | 部 长：蔡 武               | 2013年3月16日  |
| 中华人民共和国文化部                   | 部 长：雒树刚              | 2014年12月28日 |
| 中华人民共和国国家卫生和计划生育委员会 | 主 任：李 斌               | 2013年3月16日  |
| 中国人民银行                           | 行 长：周小川              | 2013年3月16日  |
| 中华人民共和国审计署                   | 审计长：刘家义             | 2013年3月16日  |
| 中华人民共和国审计署                   | 审计长：胡泽君             | 2017年4月28日  |

## 人事变动
- 2013年3月15日，根据中华人民共和国主席习近平的提名，李克強被第十二届全国人民代表大会第一次会议经表决通过，决定为國務院總理，接替溫家寶成為中華人民共和國的政府首腦[6]。
- 2013年3月16日，李克强總理根據《中華人民共和國憲法》，向全國人民代表大會提出國務院副總理、國務委員及各组成部门負責人等其他國務院組成人員人选，獲全國人大批准後正式組成內閣。自2007年溫家寶內閣中擔任科學技術部部長的萬鋼是中國致公黨中央委员会主席，是自1972年以來首位非中共黨員的国务院组成部门行政首长[7]。
- 2014年6月27日，姜伟新被免去住房和城鄉建設部部長職務，辽宁省省长陈政高獲任命爲住建部部長[8]。姜伟新到龄退休。
- 2014年12月28日，蔡武被免去文化部部長職務，中共中央宣传部常务副部长雒树刚獲任命爲文化部部長[9]。2015年2月28日，蔡武担任全国政协外事委员会副主任。
- 2015年2月27日，周生贤被免去環境保護部部長職務，陈吉宁獲任命爲環境保護部部長，是內閣中最年輕的正部長[10]。此前1月28日，陈吉宁由清华大学校长任上调任环境保护部党组书记。2月28日，全国政协十二届全国委员会常务委员会第九次会议决定增补周生贤为全国政协第十二届全国委员会委员、全国政协人口资源环境委员会副主任[11]。
- 2016年4月28日，王正伟被免去国家民族事务委员会主任職務，内蒙古自治区政府主席巴特尔獲任命爲国家民族事务委员会主任[12]。王正伟专任全国政协副主席。
- 2016年7月2日，袁贵仁被免去教育部部长職務，国家行政学院党委书记陈宝生獲任命爲教育部部长[13]。8月31日，袁贵仁被增补为第十二届全国政协委员，并担任政协外事委员会副主任[14]。
- 2016年9月3日，杨传堂被免去交通运输部部长職務，山西省省长李小鹏獲任命爲交通运输部部长[15]。杨传堂专任交通运输部党组书记。
- 2016年11月7日，耿惠昌被免去国家安全部部长职务，陈文清获任命为国家安全部部长[16]。2015年4月，时任中央纪委副书记陈文清调任国家安全部党委书记。11月1日，耿惠昌被增补为第十二届全国政协委员，任第十二届全国政协港澳台侨委员会副主任[17]。
- 2016年11月7日，李立国被免去民政部部长职务，黄树贤获任命为民政部部长，免去其监察部部长职务[18]。2017年1月9日，中央纪委宣布李立国正在接受审查[19]。2月8日，李立国被处以留党察看二年处分，由监察部报请国务院批准给予其行政撤职处分，降为副局级非领导职务[20]。
- 2016年11月7日，楼继伟被免去财政部部长职务，国务院常务副秘书长肖捷获任命为财政部部长[21]。楼继伟改任全国社会保障基金理事会理事长[22]。
- 2016年12月25日，中央纪委副书记杨晓渡获任命为监察部部长[23]。
- 2017年2月24日，徐绍史被免去国家发展和改革委员会主任职务，国家发改委副主任（正部长级）何立峰获任命为国家发展和改革委员会主任[24][25]。2月28日，政协第十二届全国委员会常务委员会第十九次会议增补徐绍史为政协第十二届全国委员会委员、人口资源环境委员会副主任。
- 2017年2月24日，吴爱英被免去司法部部长职务，中央纪委副书记张军获任命为司法部部长[24]。6月3日，香港媒体《星島日報》报道，受到其山东老乡、原司法部政治部主任卢恩光资历全面造假等问题牵连，吴爱英因为严重违纪被开除党籍，降为副局级非领导职务，其十八大代表资格被终止[26]。10月14日，中国共产党第十八届中央委员会第七次全体会议确认中共中央政治局之前作出的给予吴爱英开除党籍处分[27]。
- 2017年2月24日，高虎城被免去商务部部长职务，商务部国际贸易谈判代表、副部长钟山获任命为商务部部长[28]。2月28日，政协第十二届全国委员会常务委员会第十九次会议增补高虎城为政协第十二届全国委员会委员、港澳台侨委员会副主任。
- 2017年4月27日，最高人民检察院常务副检察长胡泽君获任命为审计署审计长[29]。此前4月1日，中共中央决定审计署审计长刘家义任中共山东省委书记[30]。
- 2017年5月31日，中共中央决定，孙绍骋任国土资源部党组书记，不再担任民政部党组副书记、副部长。
- 2017年6月27日，李干杰获任命为为环境保护部部长。此前5月27日，中共中央决定陈吉宁任中共北京市委委员、常委、副书记，提名为市长候选人，不再担任环境保护部党组书记、部长。[31]5月31日，中共中央决定李干杰任环境保护部党组书记，不再担任中共河北省委副书记。[32]
- 2017年6月27日，王蒙徽获任命为为住房与城乡建设部部长。此前5月31日，中共中央决定其任住房与城乡建设部党组书记，不再担任中共辽宁省委副书记、沈阳市委书记。[33]陈政高到龄退休。
- 2017年11月4日，赵克志获任命为为公安部部长。此前10月28日，中共中央决定其任公安部党委书记，不再担任中共河北省委书记。[34]其前任郭声琨已于10月升任中央政治局委员、中央书记处书记、中央政法委书记。
- 2018年2月24日，国务委员、国务院秘书长杨晶被撤销职务[5]。当日稍早时候，中央纪委宣布给予杨晶留党察看一年、行政撤职处分，降为正部长级[35]。此前，财政部部长肖捷已于2017年10月接替杨晶，兼任中央国家机关工委书记，国务院机关党组书记、副秘书长[36]。